# Chicago Film Critics Association Awards 2000
La cerimonia di premiazione della 13ª edizione dei Chicago Film Critics Association Awards si è tenuta nello Shakespeare Theater di Chicago, Illinois, il 26 febbraio 2001, per premiare i migliori film prodotti nell'anno 2000. Per condurre la serata è stato scelto l'attore televisivo statunitense Fred Willard.
Nell'edizione venne introdotto il premio per il miglior film documentario.

## Vincitori e candidati
I vincitori sono indicati in grassetto.

### Miglior film
- Quasi famosi (Almost Famous), regia di Cameron Crowe
- Traffic (Traffic), regia di Steven Soderbergh
- La tigre e il dragone (Wo hu cang long), regia di Ang Lee
- Wonder Boys (Wonder Boys), regia di Curtis Hanson
- Conta su di me (You Can Count on Me), regia di Kenneth Lonergan

### Miglior attore
- Tom Hanks - Cast Away (Cast Away)
- Javier Bardem - Prima che sia notte (Before Night Falls)
- Geoffrey Rush - Quills - La penna dello scandalo (Quills)
- Michael Douglas - Wonder Boys (Wonder Boys)
- Mark Ruffalo - Conta su di me (You Can Count on Me)

### Migliore attrice
- Ellen Burstyn - Requiem for a Dream (Requiem for a Dream)
- Joan Allen - The Contender (The Contender)
- Björk - Dancer in the Dark (Dancer in the Dark)
- Julia Roberts - Erin Brockovich - Forte come la verità (Erin Brockovich)
- Laura Linney - Conta su di me (You Can Count on Me)

### Miglior attore non protagonista
- Benicio del Toro - Traffic (Traffic)
- Philip Seymour Hoffman - Quasi famosi (Almost Famous)
- Albert Finney - Erin Brockovich - Forte come la verità (Erin Brockovich)
- Jack Black - Alta fedeltà (High Fidelity)
- Willem Dafoe - L'ombra del vampiro (Shadow of the Vampire)

### Migliore attrice non protagonista
- Frances McDormand - Quasi famosi (Almost Famous)
- Kate Hudson - Quasi famosi (Almost Famous)
- Julie Walters - Billy Elliot (Billy Elliot)
- Catherine Zeta-Jones - Traffic (Traffic)
- Zhang Ziyi - La tigre e il dragone (Wo hu cang long)

### Miglior regista
- Steven Soderbergh - Traffic (Traffic)
- Cameron Crowe - Quasi famosi (Almost Famous)
- Robert Zemeckis - Cast Away (Cast Away)
- Darren Aronofsky - Requiem for a Dream (Requiem for a Dream)
- Ang Lee - La tigre e il dragone (Wo hu cang long)

### Migliore sceneggiatura
- Cameron Crowe - Quasi famosi (Almost Famous)
- David Mamet - Hollywood, Vermont. (State and Main)
- Stephen Gaghan - Traffic (Traffic)
- Steve Kloves - Wonder Boys (Wonder Boys)
- Kenneth Lonergan - Conta su di me (You Can Count on Me)

### Miglior fotografia
- Peter Pau - La tigre e il dragone (Wo hu cang long)
- Don Burgess - Cast Away (Cast Away)
- John Mathieson - Il gladiatore (Gladiator)
- Roger Deakins - Fratello, dove sei? (O Brother, Where Art Thou?)
- Steven Soderbergh - Traffic (Traffic)

### Miglior colonna sonora originale
- Tan Dun - La tigre e il dragone (Wo hu cang long)
- Björk, Lars von Trier e Sjón Sigurdsson - Dancer in the Dark (Dancer in the Dark)
- Hans Zimmer e Lisa Gerrard - Il gladiatore (Gladiator)
- Carter Burwell e T-Bone Burnett - Fratello, dove sei? (O Brother, Where Art Thou?)
- Jean-Benoît Dunckel e Nicolas Godin - Il giardino delle vergini suicide (The Virgin Suicides)

### Miglior film documentario
- Sex Pistols - Oscenità e furore (The Filth and the Fury), regia di Julien Temple
- The Life and Times of Hank Greenberg (The Life and Times of Hank Greenberg), regia di Aviva Kempner
- 42: Forty Two Up (42: Forty Two Up), regia di Michael Apted
- Dark Days (Dark Days), regia di Marc Singer
- The Original Kings of Comedy (The Original Kings of Comedy), regia di Spike Lee

### Miglior film in lingua straniera
- La tigre e il dragone (Wo hu cang long), regia di Ang Lee
- Il vento ci porterà via (Bad ma ra khahad bord), regia di Abbas Kiarostami
- Beau Travail, regia di Claire Denis
- La ragazza sul ponte (La Fille sur le pont), regia di Patrice Leconte
- Yi Yi - e uno... e due... (Yi yi), regia di Edward Yang

### Attore più promettente
- Patrick Fugit
- Jamie Bell
- Robert Brown
- Hugh Jackman
- Tim Blake Nelson

### Attrice più promettente
- Zhang Ziyi
- Björk
- Iben Hjejle
- Kate Hudson
- Michelle Rodriguez

## Riconoscimenti speciali

### Commitment to Chicago Award
- Bonnie Hunt[1]

### Big Shoulders Award
- The Gene Siskel Film Center